# Bernard Lazare
Bernard Lazare (Nîmes, 14 de junio de 1865-París, 1 de septiembre de 1903) fue un escritor, crítico literario y periodista político francés de tendencias anarquistas, sionistas y polemicistas.
Destacó como defensor de Dreyfus y teórico del sionismo libertario.

## Biografía
Fue el primero de los defensores de Alfred Dreyfus, en el Caso Dreyfus, durante el cual publicó 3 volúmenes. Fue un gran adepto al sionismo, al cual dedicó sus últimos escritos. Mantuvo amistad con Charles Péguy, y también fue amigo de Theodor Herzl, pero con quien tuvo divergencias a causa de las cuales abandonó en 1899 la Organización Sionista Mundial creada por este último.

## Obra

### En francés
- L’antisémitisme son histoire et ses causes (1894 – Léon Chailley Ed., 2011 - Editorial Kontre Kulture)
- L’affaire Dreyfus – Une erreur judiciaire – Edition établie par Ph. Oriol, - Ed. Allia (1993)
- Le fumier de Job – Texte établi par Ph. Oriol - Ed. Honoré Champion (1998)
- Juifs et antisémites – Edition établie par Ph. Oriol – Ed. Allia (1992)